# Затока Роси

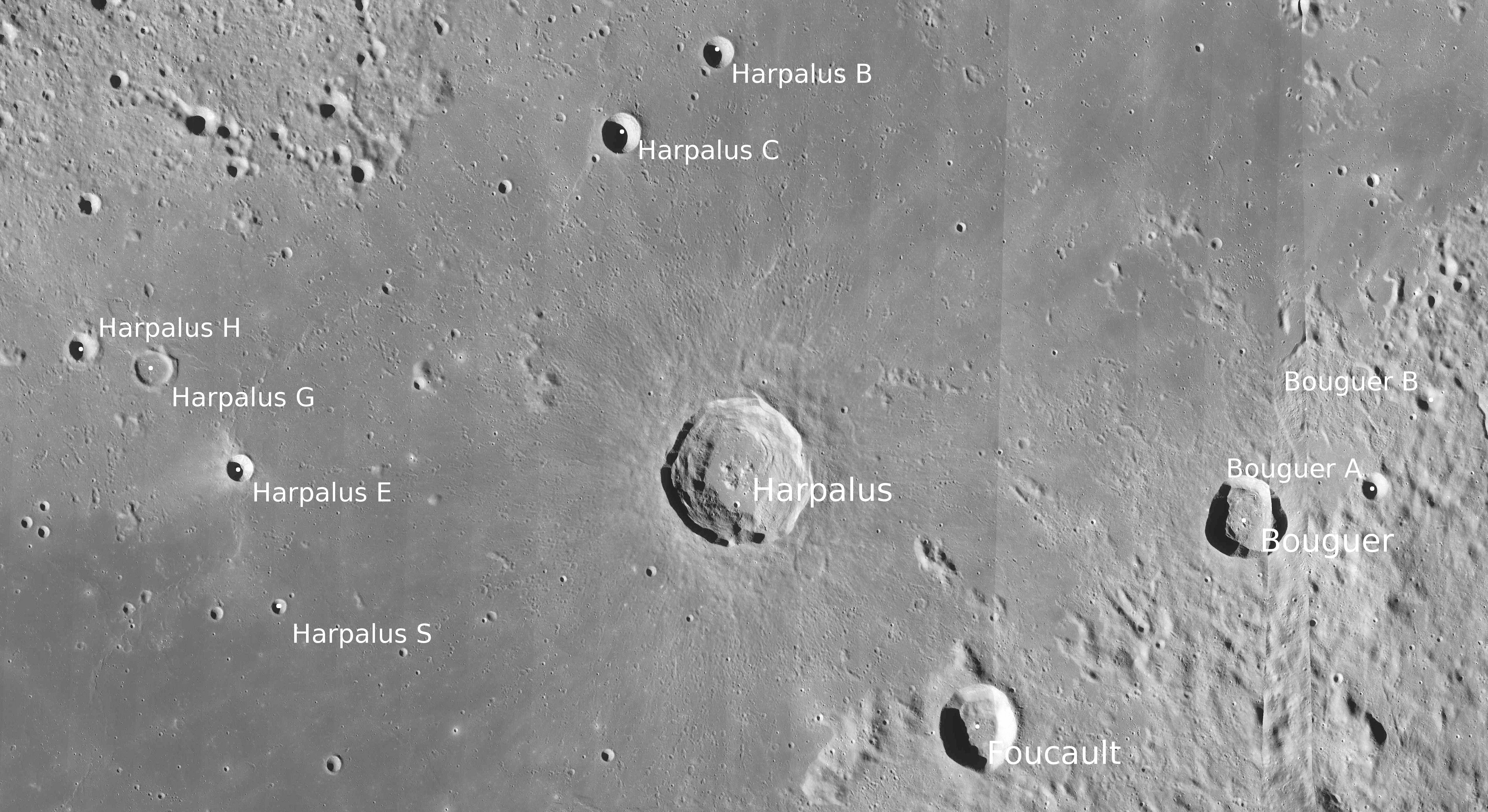
Карта північно-східної частини затоки. Біля центру — кратер Гарпал.

Затока Роси (лат. Sinus Roris) — невелика морська ділянка на Місяці, біля північно-західного краю видимого боку. Фактично є протокою, що сполучає Океан Бур із Морем Холоду. Чітких природних меж не має.

## Назва та проведення меж
Сучасну назву Затоки Роси запропонував Джованні Річчолі 1651 року. В 1935 році її затвердив Міжнародний астрономічний союз. У давнину ця затока мала й інші назви: 1645 року Міхаель ван Лангрен назвав її Затокою Володаря (лат. Sinus Principis), а 1647 року Ян Гевелій — Гіперборейською Затокою (Sinus Hyperboreus).
Всі ці астрономи проводили межі затоки не так, як зараз. Річчолі та Гевелій розуміли під згаданими назвами темну ділянку розміром 450×200 км з центром біля світлого кратера Гарпал. Лангрен приєднував до неї весь північний виступ Океану Бур довжиною близько 700 км, а Міжнародний астрономічний союз, навпаки, зменшив її вдвічі, віднісши області на північний схід від Гарпала до Моря Холоду. Станом на 2016 рік на картах МАС назва «Затока Роси» стосується регіону розміром близько 200 км з координатами центра 50°18′ пн. ш. 50°48′ зх. д. / 50.3° пн. ш. 50.8° зх. д.. Існують і інші варіанти: на картах відомого селенографа Антоніна Рюкла (1990, 2004) до затоки віднесено приблизно ті ж області, що у Лангрена, але не далі кратера Гарпал.

## Загальний опис
На південному заході Затока Роси зливається з Океаном Бур, а на північному сході переходить у Море Холоду. Південно-східний берег затоки є краєм валу 260-кілометрового кратера, в якому лежить Затока Райдуги.
Район Затоки Роси примітний сильними варіаціями альбедо лавового покриву. Так, на деяких суміжних із нею ділянках Океану Бур та подекуди в Морі Холоду лава значно світліша за звичайну. Крім того, частина затоки вкрита світлими викидами Гарпала. Вік лави, що вкриває Затоку Роси, доволі малий: за підрахунком кратерів його оцінюють у 1,5±0,5 млрд років. На північний схід від Гарпала він значно більший: 3,3–3,7 млрд років. Поверхня затоки лежить на 2,1–2,6 км нижче за місячний рівень відліку висот, на одному рівні з суміжними морськими ділянками.

## Деталі поверхні та суміжні об'єкти
На південно-східному березі затоки лежать кратери Лувіль, Шарп, Фуко та Буге, а на протилежному — Марков, Енопід, Беббідж, Саут, Робінсон та Хорребоу. На морській поверхні розташований 40-кілометровий кратер Гарпал, що відмічає північно-східну межу затоки в розумінні МАС. Він молодший за лавовий покрив і оточений світлим ореолом викидів. Крім того, в затоці чимало сателітів цих кратерів. Один із них — Лувіль DA на півдні затоки — є концентричним. Навіть серед цих рідкісних об'єктів він вирізняється незвичністю: у нього принаймні два додаткових кільця, і вони складаються з окремих пагорбів. Інший концентричний кратер (майже затоплений лавою і безіменний) лежить на межі Затоки Роси з Океаном Бур. Ще один екземпляр розташований біля західного краю затоки, за кратером Марков.
У південній частині затоки починається звивиста борозна Шарпа (Rima Sharp), що виходить в Океан Бур і тягнеться далеко на південь. Від північного до південного краю затоки йде довга безіменна гряда. Менша гряда є на південний схід від неї. В Океані Бур неподалік від Затоки Роси стоїть великий комплекс вулканів — гора Рюмкера (Mons Rümker) та значно менший, але теж виразний окремий вулкан Меран T.

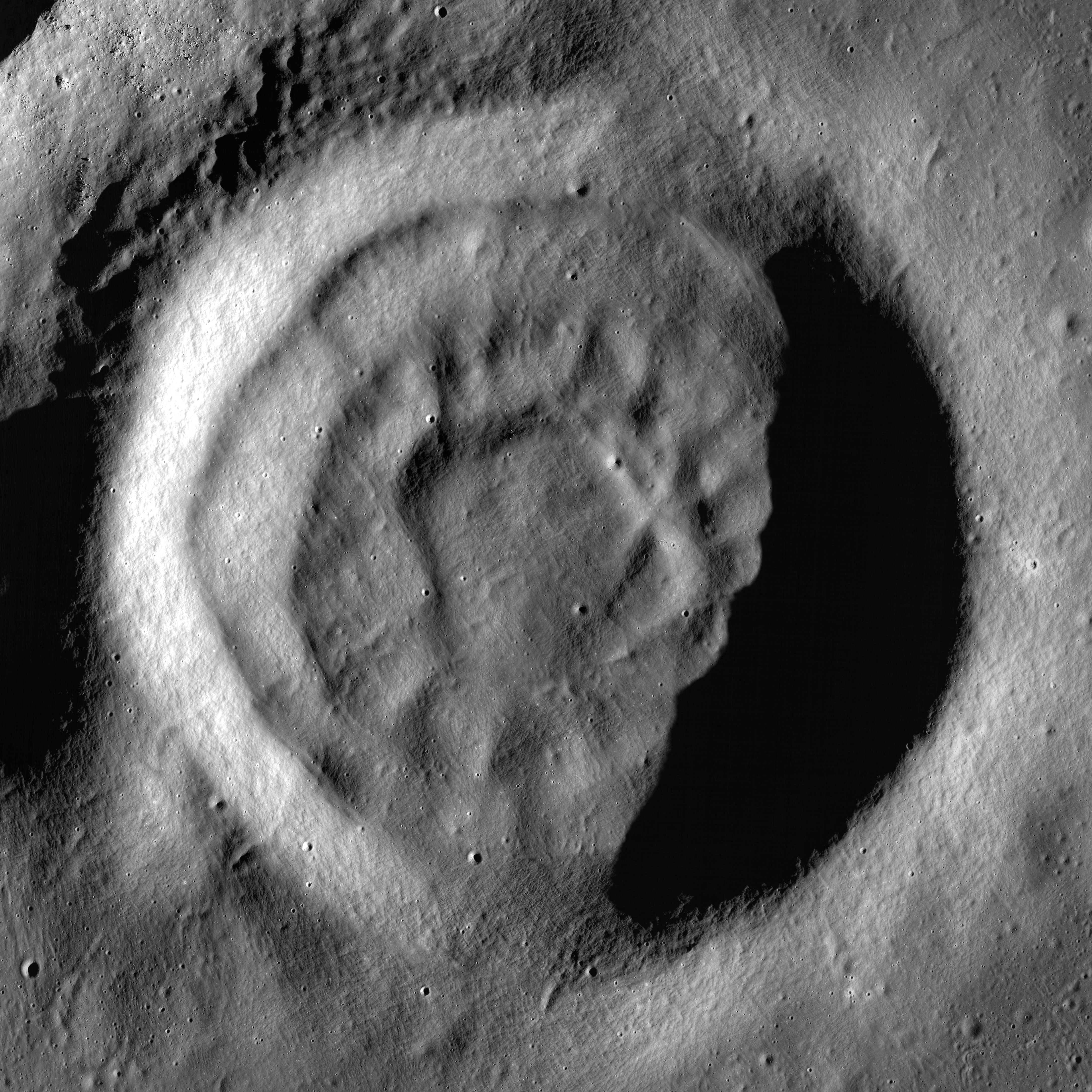
Концентричний кратер Лувіль DA на півдні затоки (діаметр — 11 км)
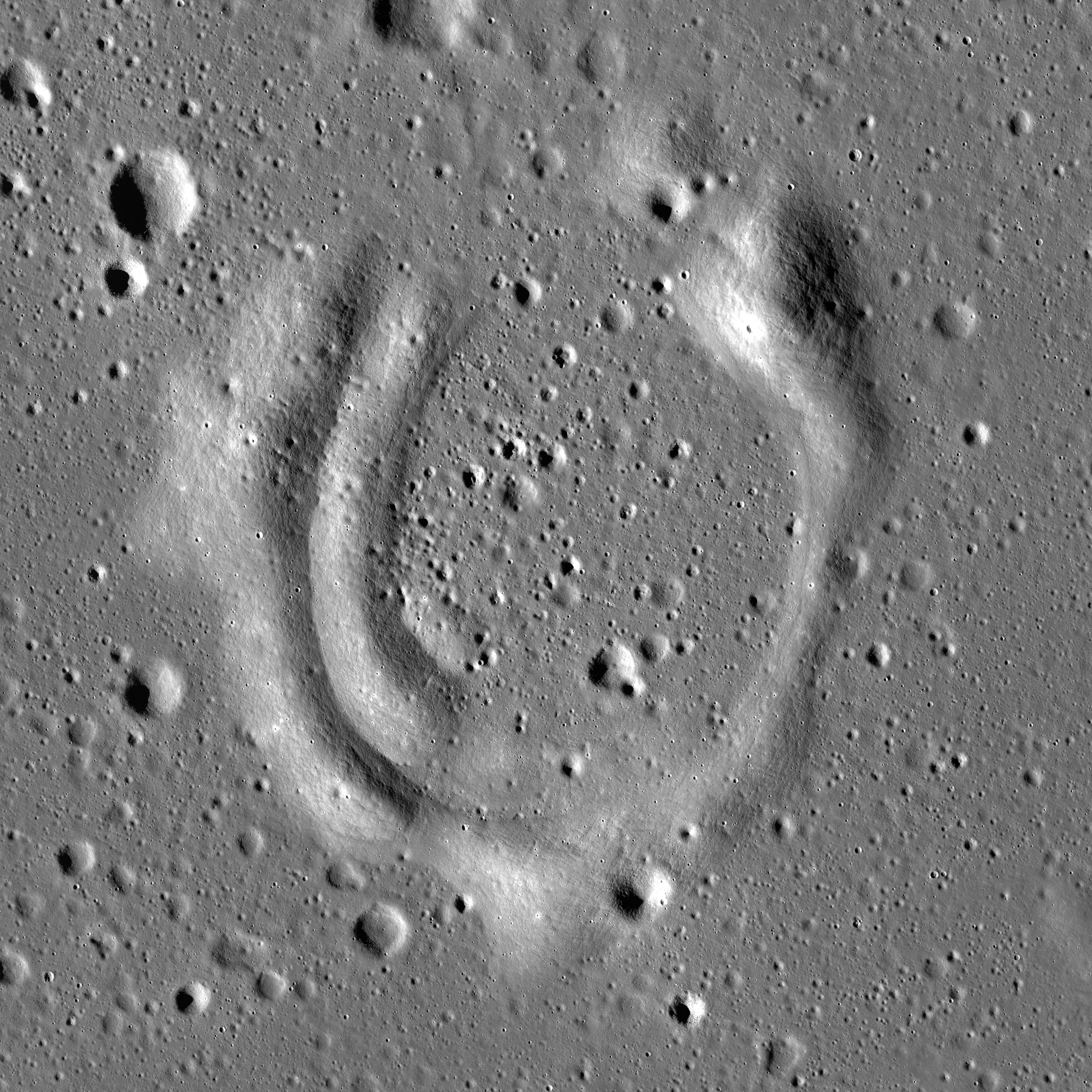
Безіменний концентричний кратер на південному заході затоки (розмір — 8×6 км)
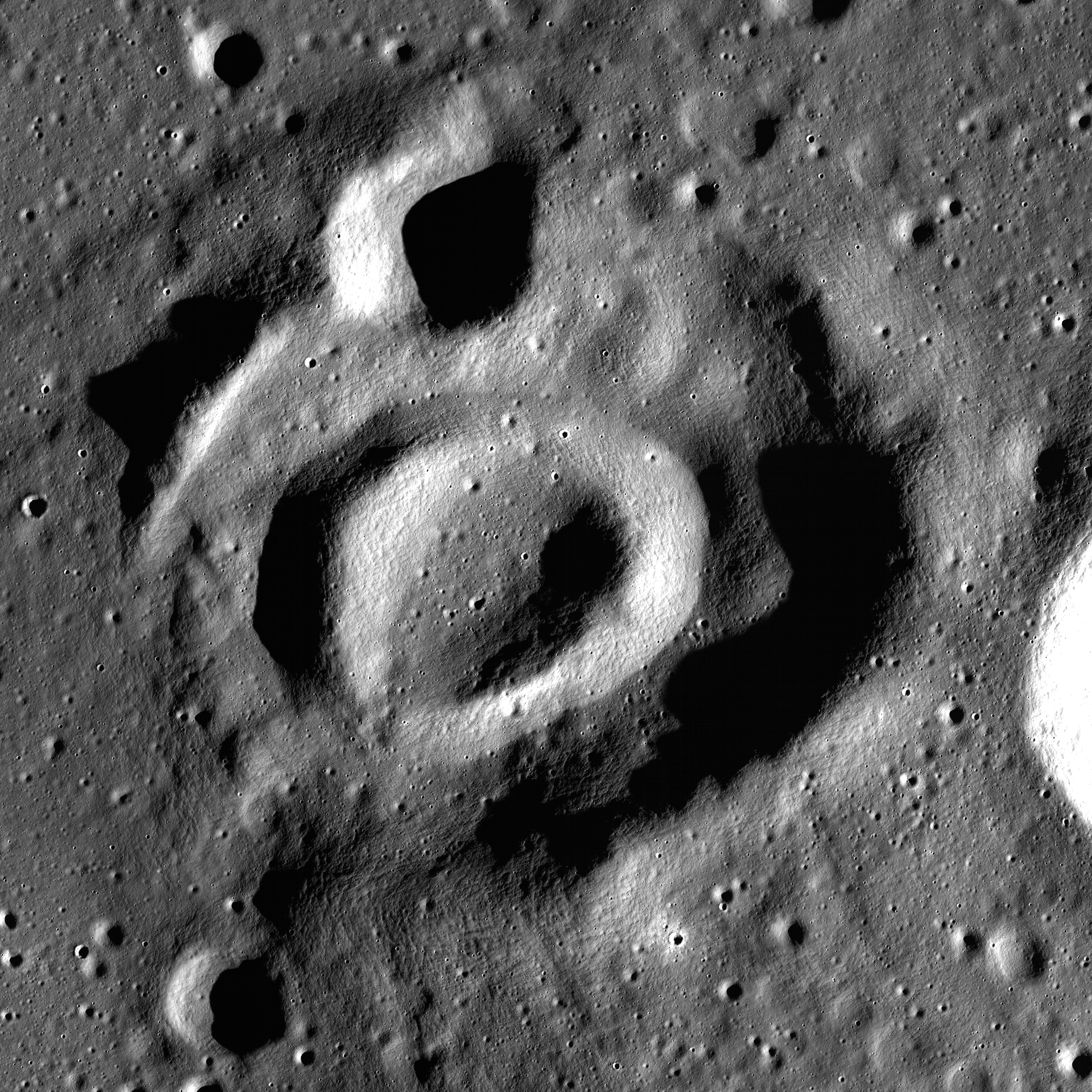
Безіменний концентричний кратер біля західного краю затоки (розмір — 8×6,5 км)